# Katedrála v Segedínu
Katedrála v Segedínu (maďarsky Szegedi dóm nebo Fogadalmi templom) je římskokatolická katedrála v diecézi Segedín-Csanád postavená v letech 1914–1930 v novorománském slohu. Stavbu navrhl architekt Frigyes Schulek.

## Historie

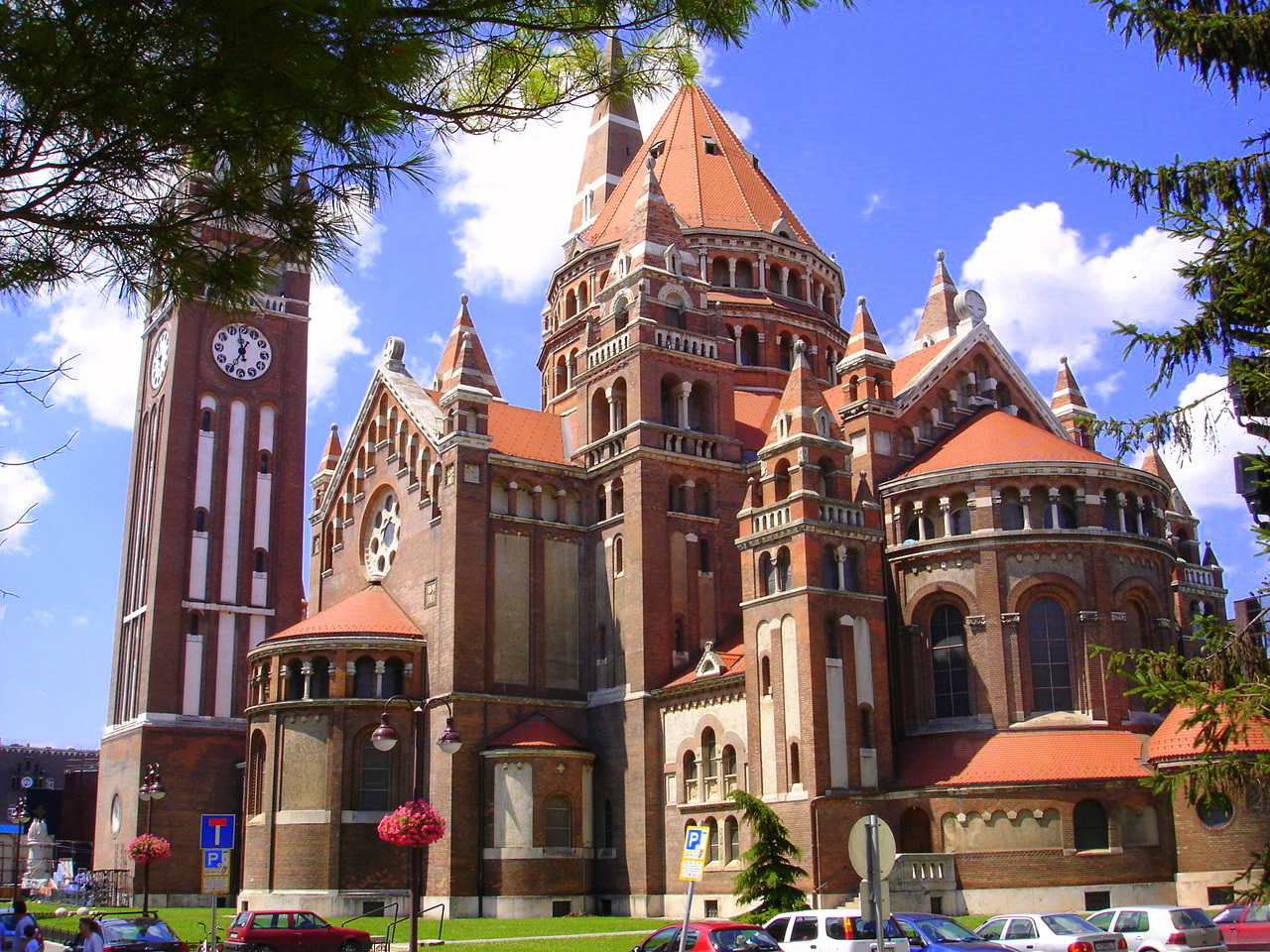
Pohled od severovýchodu

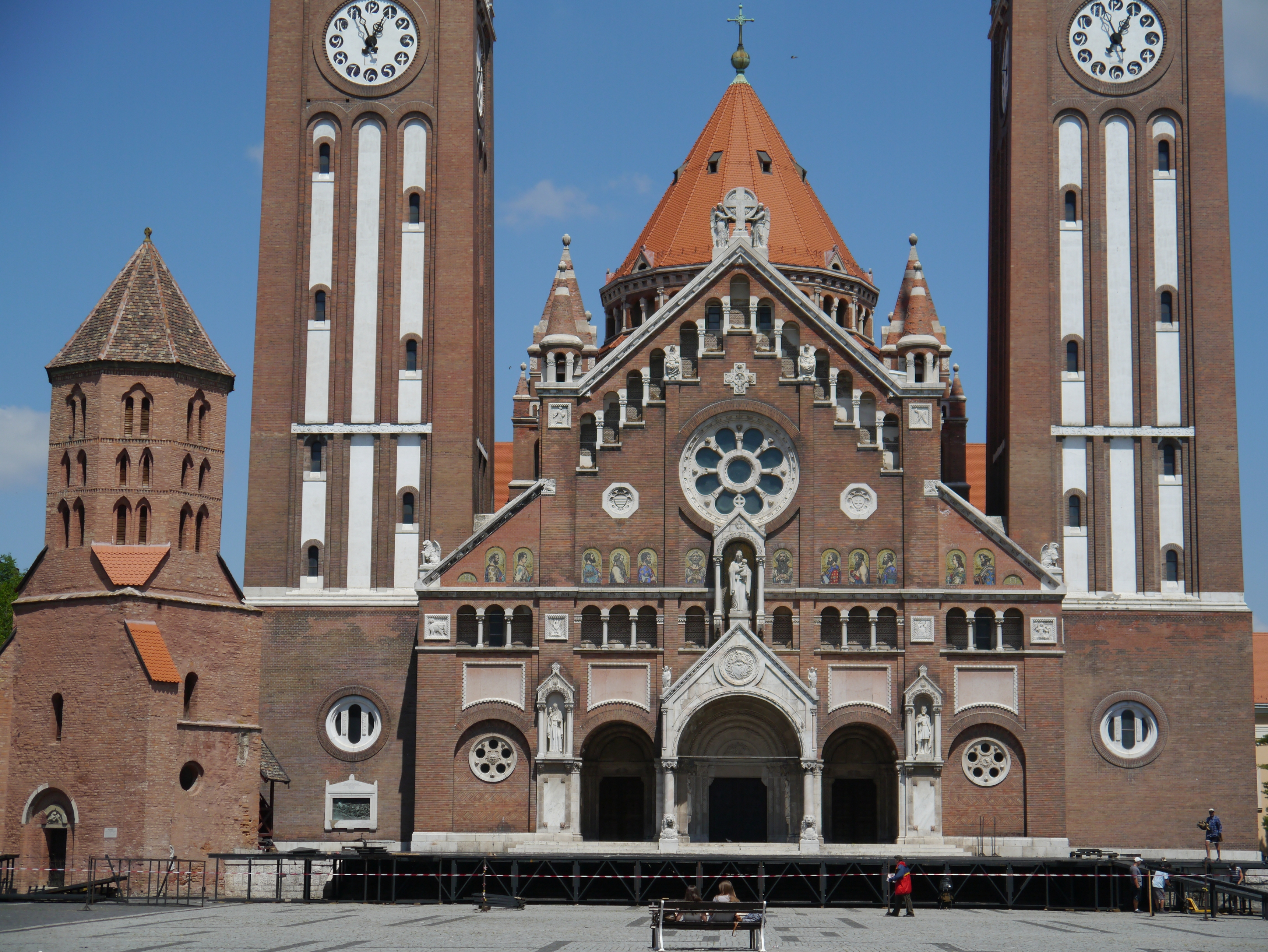
Detail průčelí a věž sv. Demetria

V noci 12. března 1879 rozvodněná Tisa zasáhla větší část města a zahynulo okolo 150 lidí. Voda opadla po třech měsících. Přes 5 400 domů bylo zničeno a asi 60 000 obyvatel zůstalo bez přístřeší. Císař František Josef I. město navštívil 17. března a rozhodl o jeho rozsáhlé rekonstrukci. Pomoc přicházela z různých evropských i jiných zemí. Obyvatelé města se také zavázali postavit novou katedrálu. Vybrali pro ni místo, kde dříve stál středověký kostel sv. Demetria. Z kostela zbyla původní věž (Dömötör-torony), nejstarší stavba v Segedínu. 
V soutěži na stavbu katedrály se sešlo 35 návrhů a zvítězil v ní architekt Frigyes Schulek, který projektoval například Rybářskou baštu v Budapešti. Jeho původní návrh byl obdobou pařížské baziliky Sacré-Cœur. Katedrála měla být obložena bílými kameny. Plán přepracoval architekt Ernő Foerk do dnešní podoby. Byl inspirován cihlovou architekturou v Lombardii a na stavbu místo kamene tedy použil levnější pálené cihly. S pracemi se začalo v srpnu 1913. Základní kámen byl položen 21. června 1914, ale práce byly v souvislosti s první světovou válkou, pak revolucí a inflací na několik let přerušeny. Intenzivně se znovu rozeběhly v roce 1923, kdy se stal Segedín znovu sídlem biskupství. Katedrála byla dokončena 24. října 1930. Slavnostně byla otevřena za přítomnosti maďarského regenta Miklóse Horthyho a ministra Kuna Klebelsberga. 

## Popis
- Exteriér: Segedínská katedrála je zasvěcena Panně Marii. Je čtvrtým největším kostelem v Maďarsku. Má kapacitu až 5 000 osob. Byla založena na půdorysu trojlodní baziliky s transeptem a polokruhovou apsidou. Má dvojici věží v průčelí, dvojici menších věží při závěru a kupoli nad křížením hlavní lodi s transeptem. Nad postranními loděmi je ochoz (triforium).  Dvě dominantní věže v průčelí jsou vysoké 91 metrů a v horních patrech mají pět zvonů. Na východní věži je umístěn největší zvon o váze 8 537 kg. Je druhý největší v zemi a byl odlit v roce 1927. Další čtyři zvony mají hmotnost 2 670 kg, 1 000 kg, 580 kg a nejmenší zvon sv. Terezy 250 kg. Kupole má výšku 54 metrů. Průčelí je novogotické s kruhovou rozetou nad vchodem. Nad hlavním vstupem je v nice umístěna třímetrová socha korunované Madony s Ježíškem, ochránkyně Maďarska. Po stranách vchodu jsou sochy sv. Jana Kapistrána (vlevo) a sv. Gerarda ze Segedínu (vpravo), od sochaře Ištvána Tótha. Po stranách madony je na fasádě v mozaikách vyobrazeno 12 poprsí apoštolů.
- Interiér: Oltáře jsou tesané z bílého mramoru. Před původním hlavním oltářem s motivy Kristových pašijí stojí biskupský baldachýn se současným oltářem čelem k lidu. Postranní oltáře v transeptu jsou zasvěceny patronům Maďarska, sv. Vojtěchovi, sv. Štěpánovi, sv. Ladislavovi a sv. Demetriovi. Okna jsou vyplněna barevnými vitrážemi: v rozetách v transeptu jsou protějškové motivy Nejsvětějšího srdce Ježíšova a srdce Mariina, erby uherských panovnických a hlavních šlechtických rodů, v oknech lodí postavy světců, například Jana Nepomuckého. V kupoli je malba Seslání Ducha svatého. Varhany mají 9 740 píšťal, 5 manuálů a 127 rejstříků a patří mezi největší v Evropě.

- Obnova: V letech 2014–2015 proběhla velká rekonstrukce celé katedrály, včetně archeologického průzkumu. Po ní byly pro turisty zpřístupněna věž sv. Demetria, krypta, návštěvnické centrum a západní věž. Z věže je vyhlídka na město z výšky 46 metrů, vede k ní 302 schodů. Současně s katedrálou byl podél přilehlého náměstí vystavěn blok budov biskupství, kde sídlí biskup a vysoká škola.

## Galerie

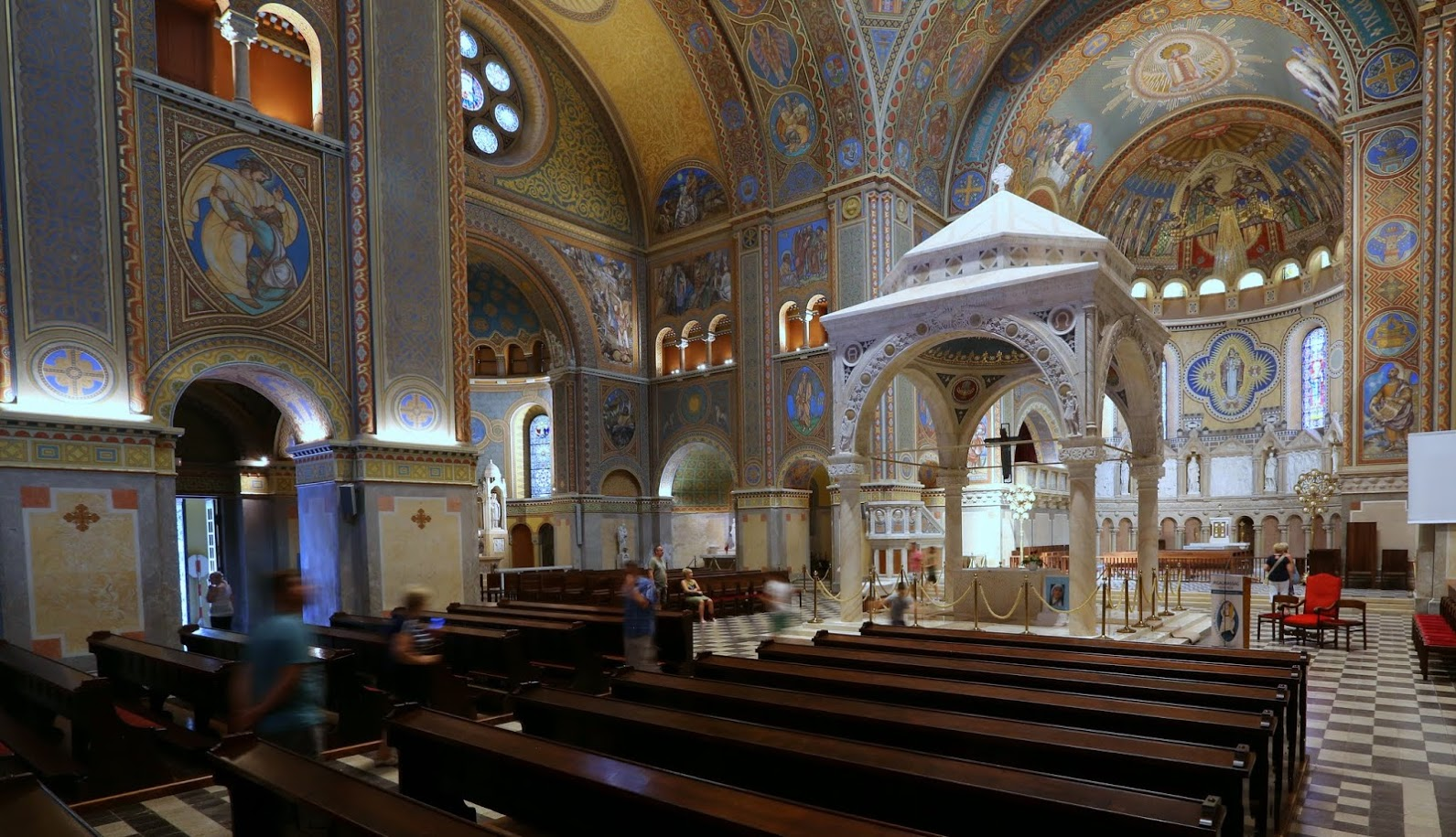
Presbytář
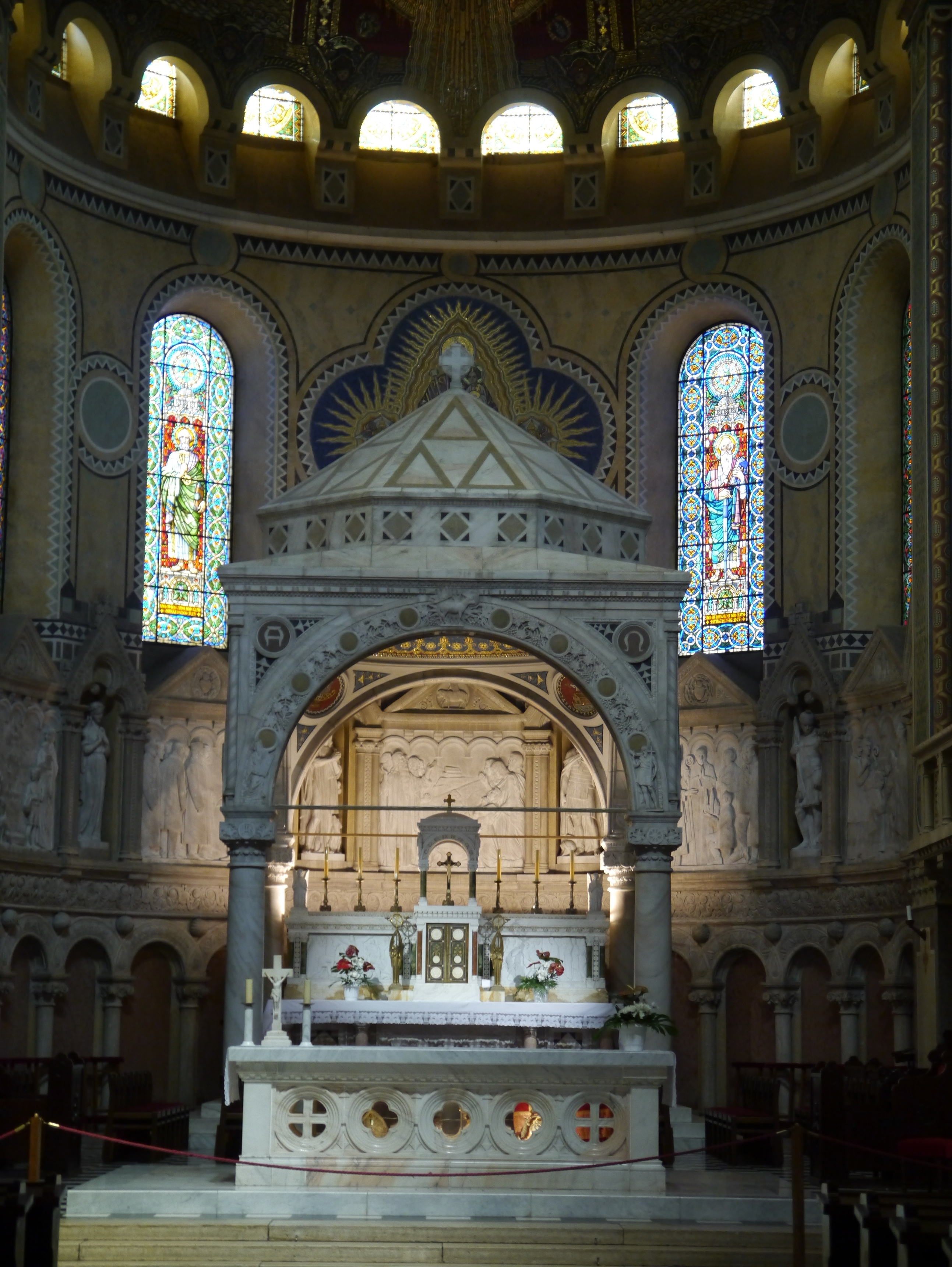
Baldachýn hlavního oltáře
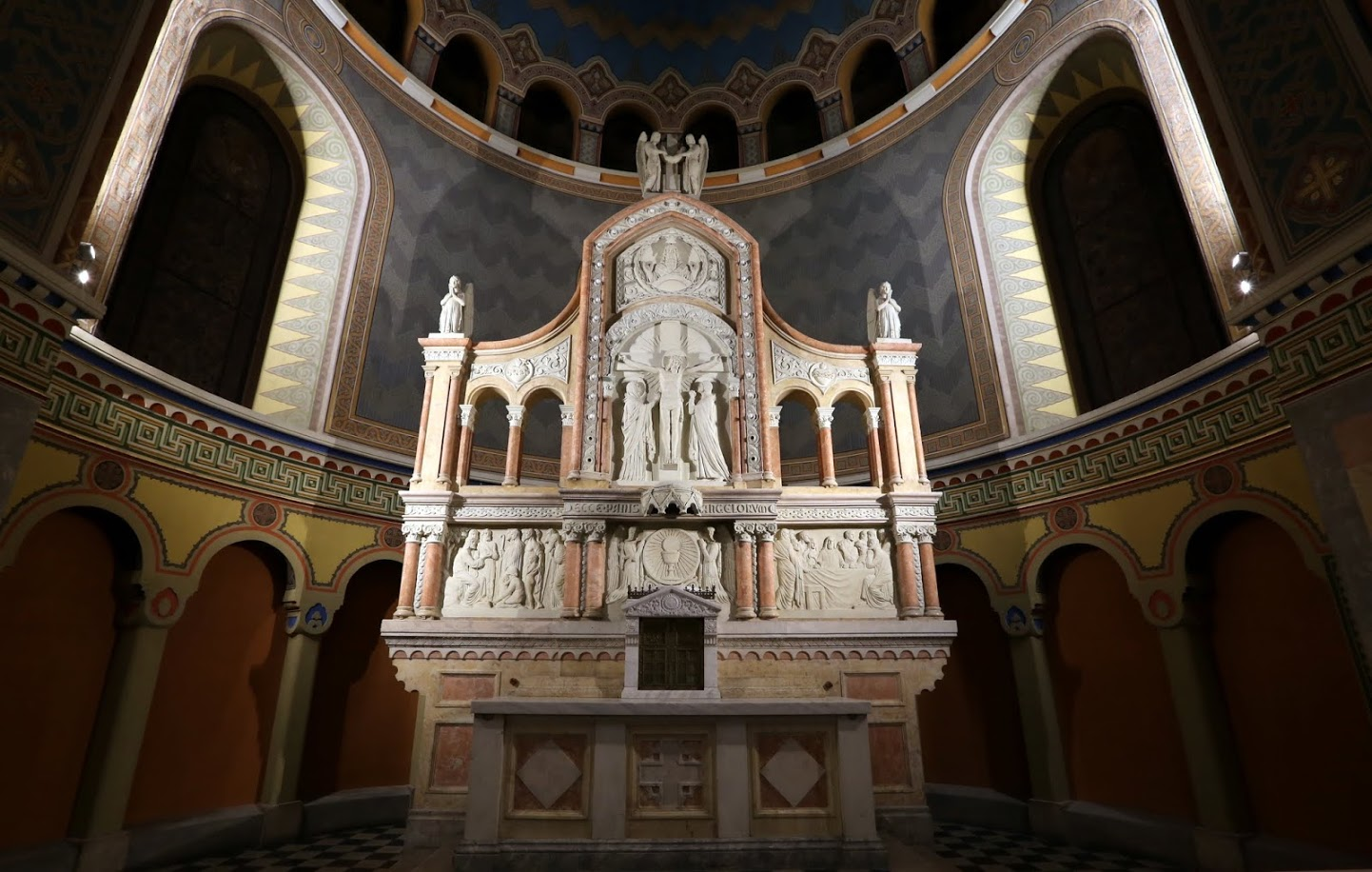
Hlavní oltář
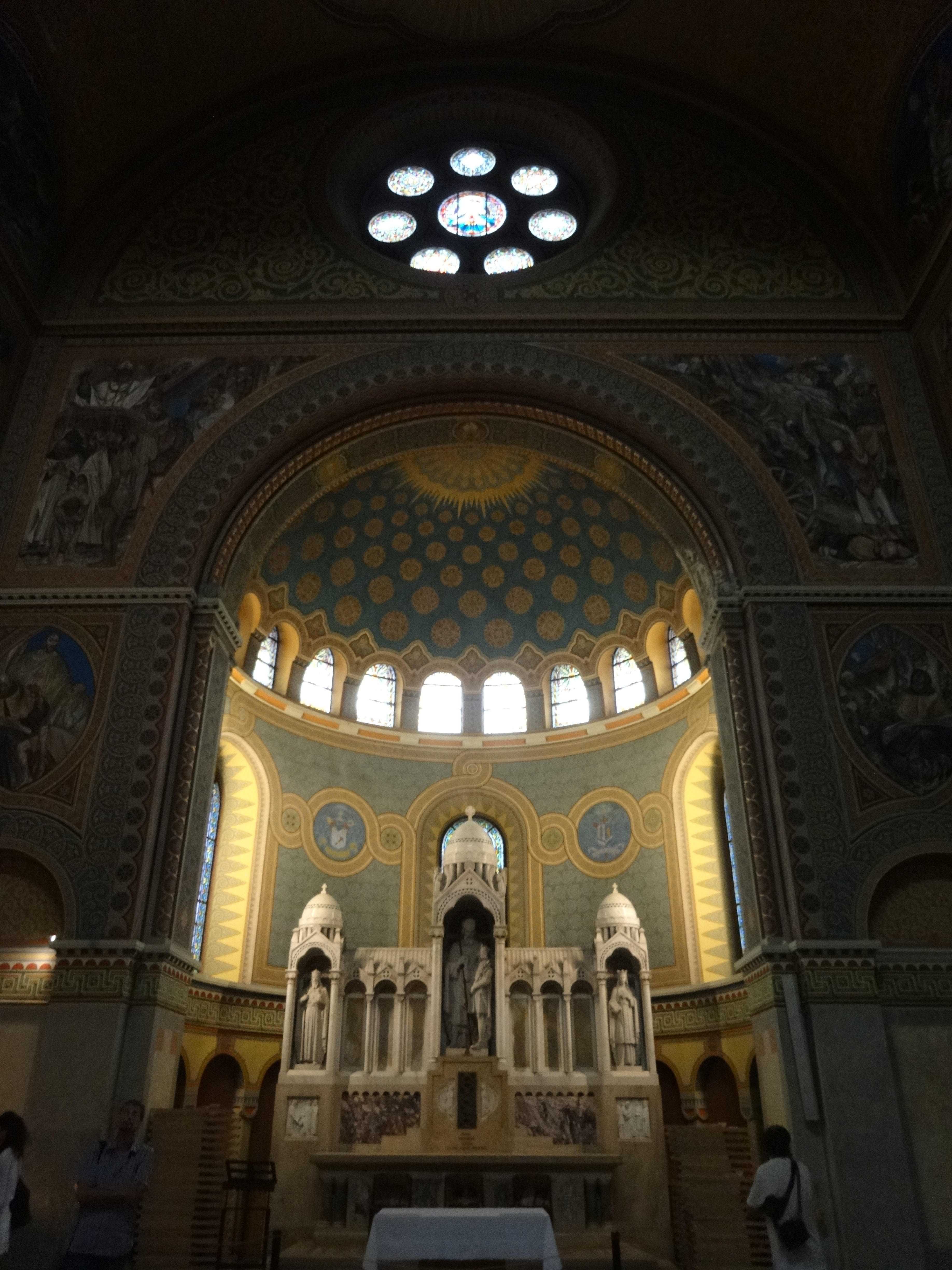
Oltář sv. Vojtěcha a Štěpána
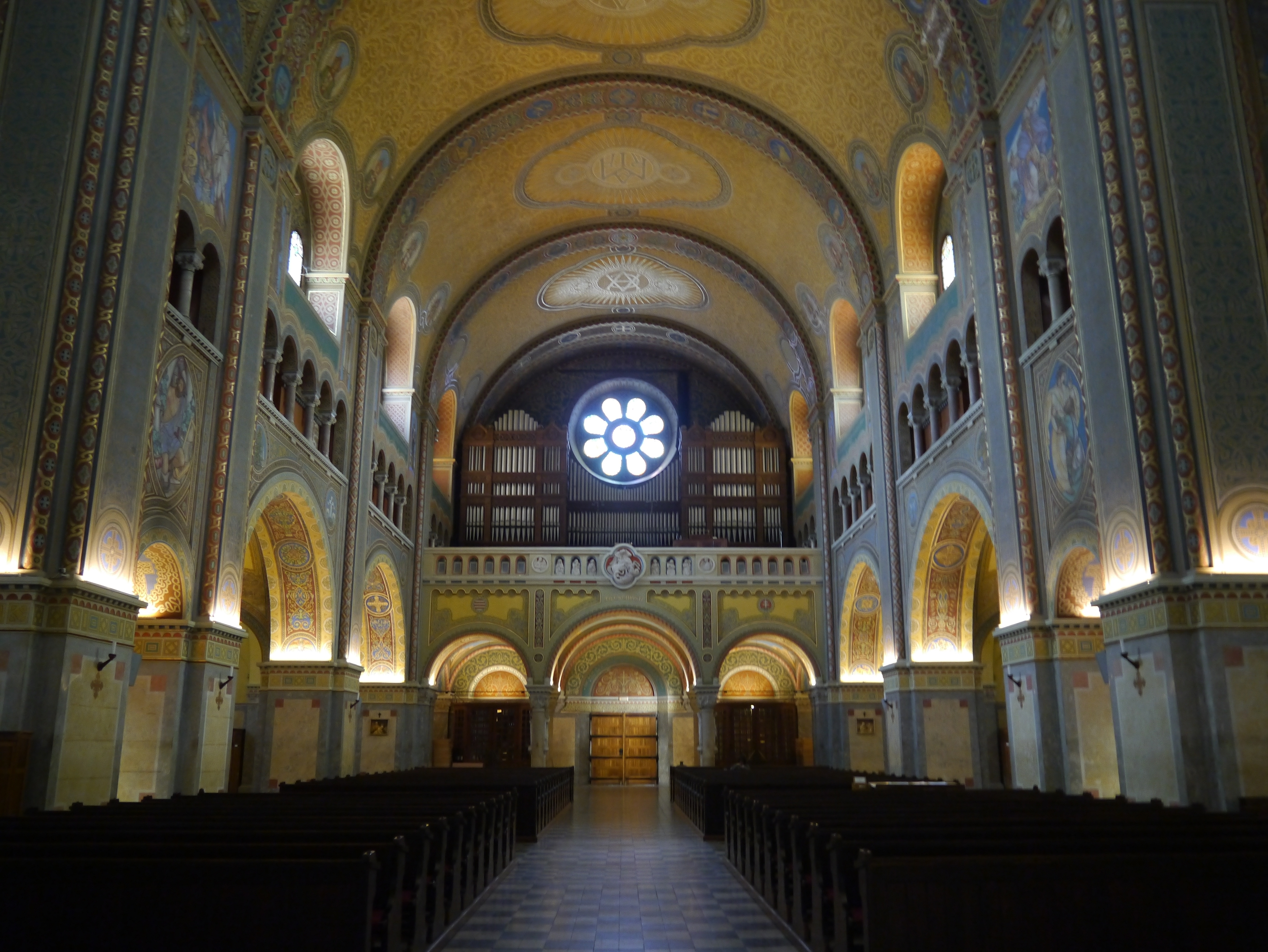
Varhany
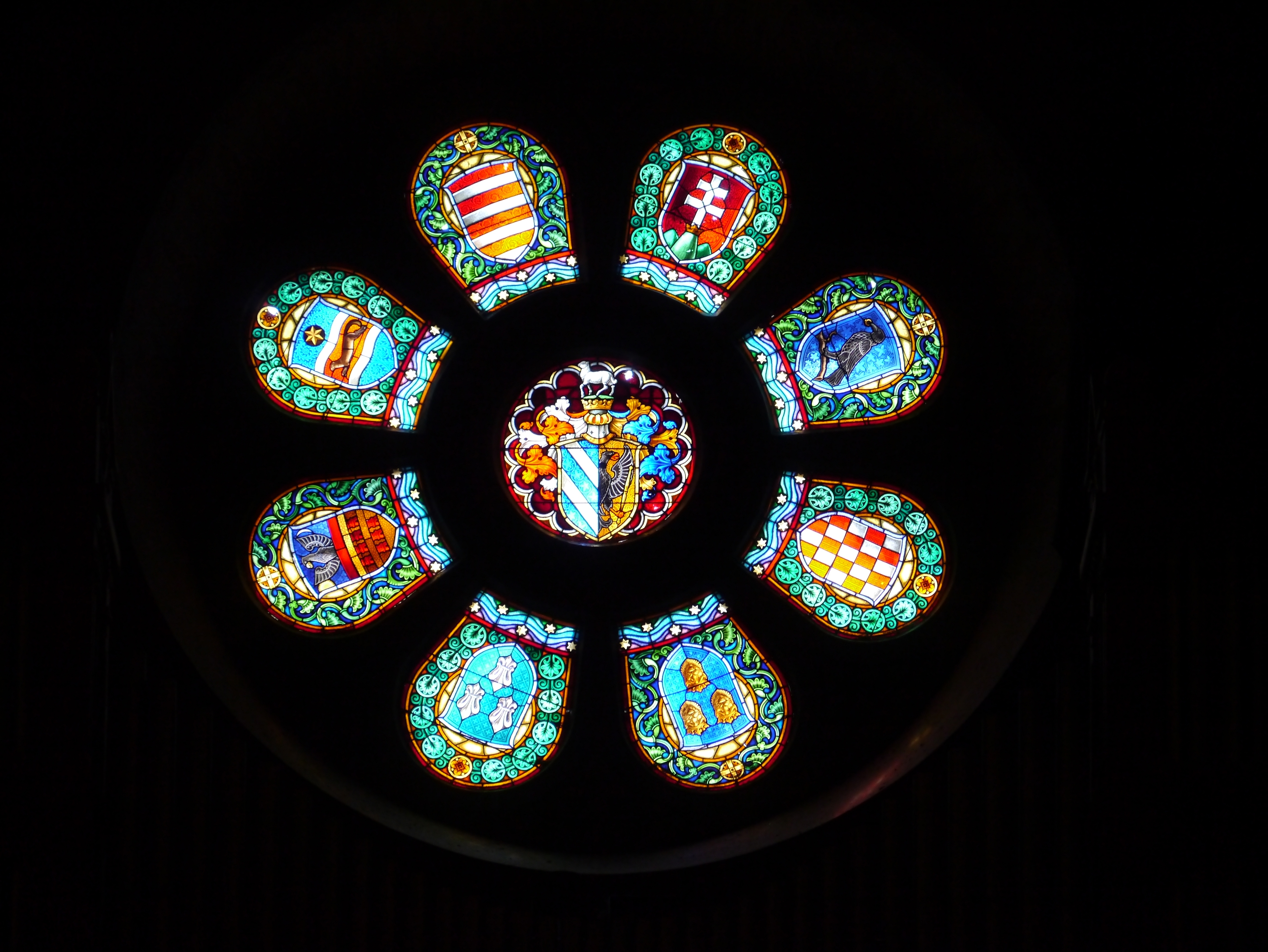
Rozeta s erby uherských rodů
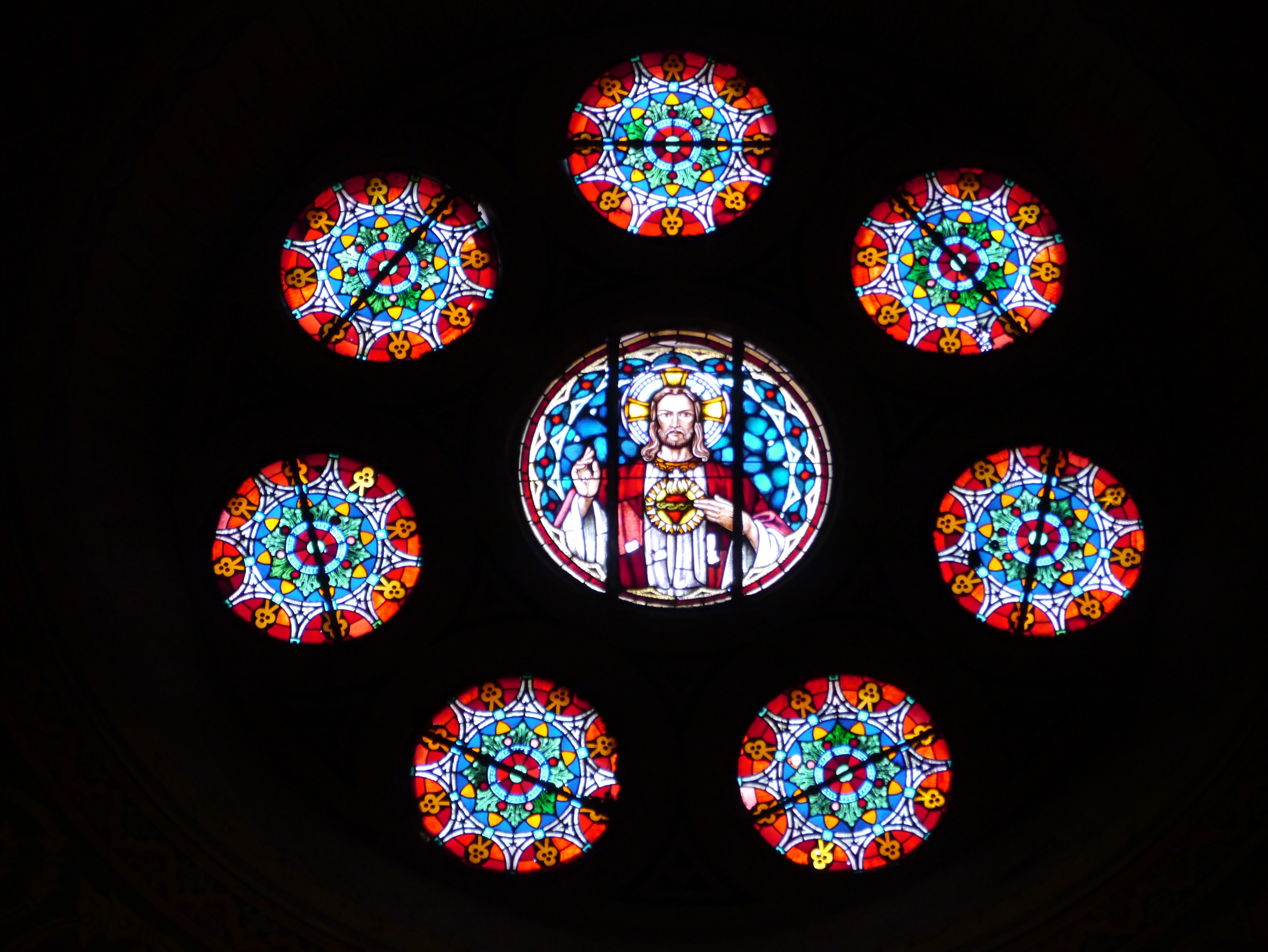
Rozeta v transeptu
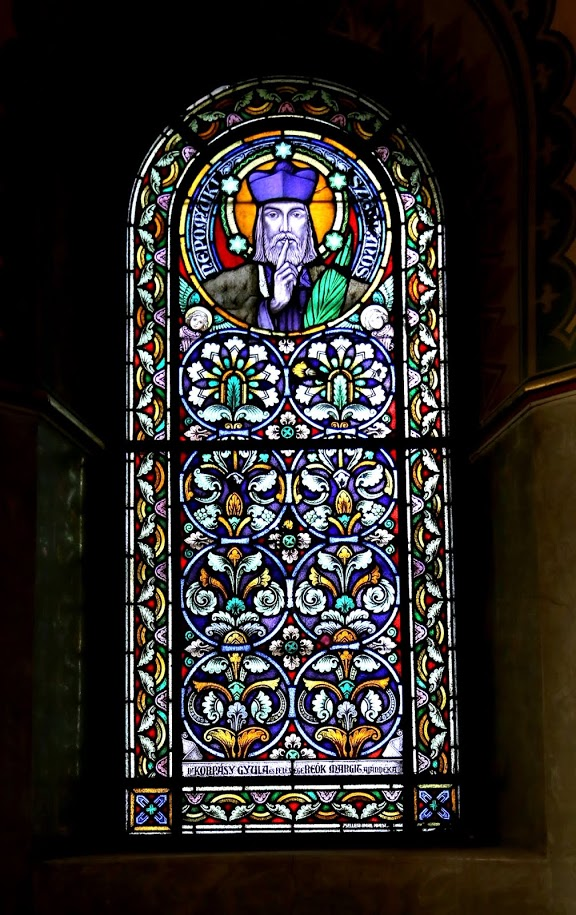
Sv. Jan Nepomucký v okně
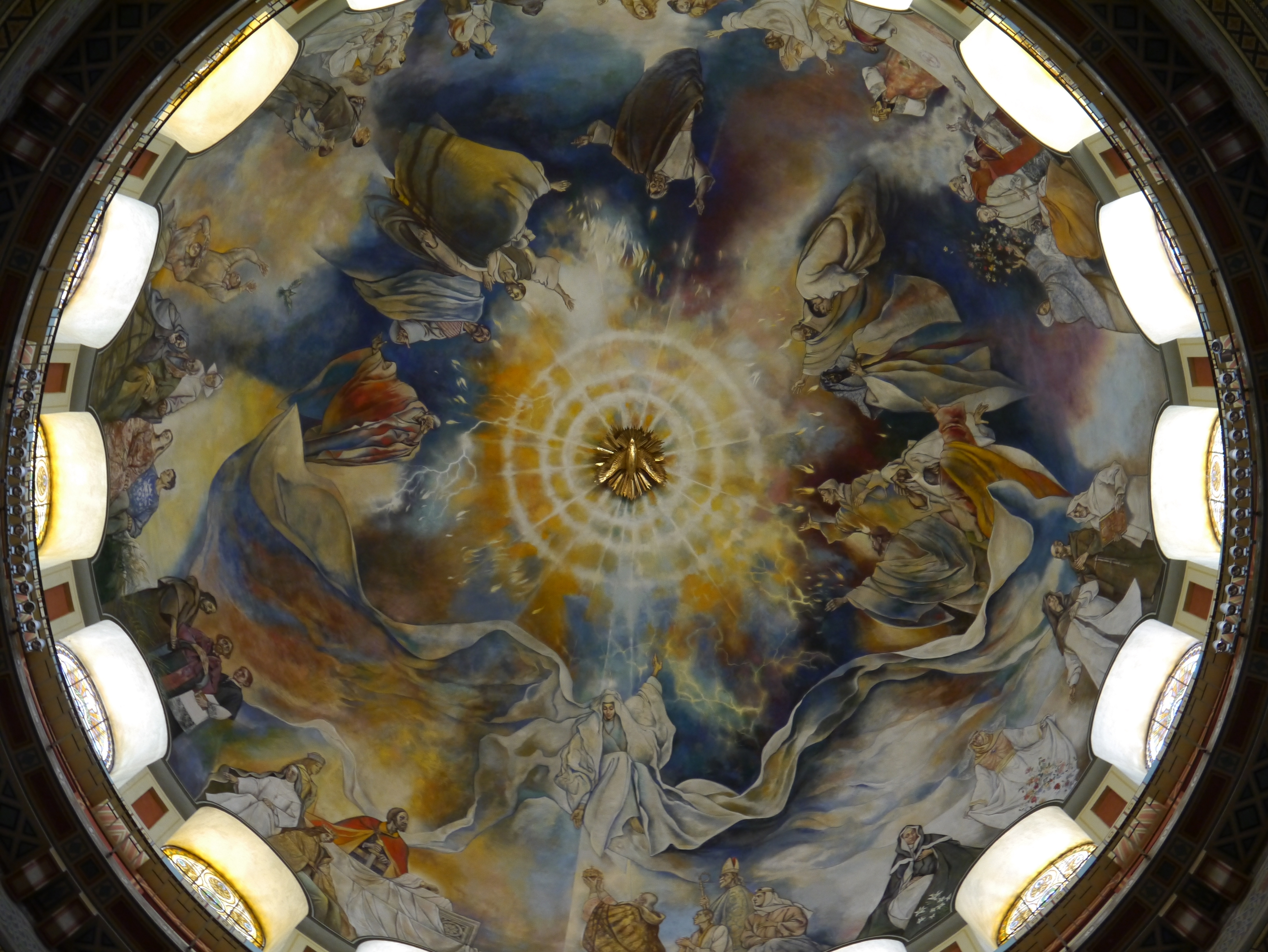
Kupole